# 大倉恒吉
大倉 恒吉（おおくら つねきち、1874年（明治7年）1月28日 - 1950年（昭和25年）11月17日）は、日本の実業家。大倉常吉商店（現・月桂冠）株式会社社長。11代目当主。伏見銀行、帝国酒造会社各重役。

## 来歴
造り酒屋「笠置屋」の創業家、10代目大倉治右衛門の次男として伏見の大倉家本宅にて生まれる。1886年（明治19年）7月、兄が急死し、同年10月には父が他界したため、わずか数え年13歳にして家業を継ぐ。月桂冠を銘柄として採用。
1907年（明治40年）、月桂冠北蔵に派遣された大蔵省醸造試験所の技官・鹿又親の助言により、研究所創設を着想。研究所創設に向け1908年（明治41年）12月、鹿又の紹介で東京帝国大学卒業の農学士・濱崎秀を採用し、1909年（明治42年）1月10日、「大倉酒造研究所」を創設。株式会社大倉恒吉商店を設立する。
1927年（昭和2年）、緑綬褒章と紺綬褒章を受章。

## 家族
- 父・治右衛門（1837年 - 1886年10月）
- 母・ヱイ（1845年、1846年 - 1923年11月2日）
- 長男・治一
- 五男・弘 - 月桂冠会長。岳父に垣見八郎右衛門（麹町区議・東京市会議員・麹町銀行発起人）[4]。娘婿に藤田観光副社長・フォーシーズンズホテル総支配人の小田切佑爾（同和鉱業取締役・小田切賢の二男）[5][6]
- 長女・久子 - 大倉電気社長・大倉亀の妻。娘婿に大洋漁業常務・中部謙次郎（中部謙吉二男）
- 孫・敬一
- 曾孫・治彦
- 曾孫・崇裕